# کالج (آلاسکا)
کالج (به انگلیسی: College) شهری در بخش فیربنکس نورث استار، آلاسکا ایالت آلاسکا است که جمعیت آن در سرشماری سال ۲۰۰۰ میلادی ۱۱٬۴۰۴ نفر بوده‌است.